# Chécy
Chécy és un municipi francès, situat al departament del Loiret i a la regió de Centre – Vall del Loira. L'any 2007 tenia 7.953 habitants.

## Demografia

### Població
El 2007 la població de fet de Chécy era de 7.953 persones. Hi havia 3.009 famílies, de les quals 551 eren unipersonals (230 homes vivint sols i 321 dones vivint soles), 1.041 parelles sense fills, 1.199 parelles amb fills i 218 famílies monoparentals amb fills.
La població ha evolucionat segons el següent gràfic:
Habitants censats

### Habitatges
El 2007 hi havia 3.204 habitatges, 3.035 eren l'habitatge principal de la família, 36 eren segones residències i 133 estaven desocupats. 2.962 eren cases i 235 eren apartaments. Dels 3.035 habitatges principals, 2.498 estaven ocupats pels seus propietaris, 506 estaven llogats i ocupats pels llogaters i 32 estaven cedits a títol gratuït; 22 tenien una cambra, 118 en tenien dues, 303 en tenien tres, 821 en tenien quatre i 1.772 en tenien cinc o més. 2.547 habitatges disposaven pel capbaix d'una plaça de pàrquing. A 1.081 habitatges hi havia un automòbil i a 1.772 n'hi havia dos o més.

### Piràmide de població
La piràmide de població per edats i sexe el 2009 era:
| Homes | Edats   | Dones |
| ----- | ------- | ----- |
| 4     | 95 o +  | 4     |
| 4     | 90 a 94 | 24    |
| 20    | 85 a 89 | 16    |
| 44    | 80 a 84 | 40    |
| 76    | 75 a 79 | 84    |
| 124   | 70 a 74 | 128   |
| 128   | 65 a 69 | 128   |
| 148   | 60 a 64 | 192   |
| 200   | 55 a 59 | 152   |
| 340   | 50 a 54 | 356   |
| 368   | 45 a 49 | 396   |
| 284   | 40 a 44 | 284   |
| 248   | 35 a 39 | 304   |
| 248   | 30 a 34 | 216   |
| 152   | 25 a 29 | 176   |
| 224   | 20 a 24 | 140   |
| 348   | 15 a 19 | 268   |
| 264   | 10 a 14 | 276   |
| 304   | 5 a 9   | 200   |
| 176   | 0 a 4   | 160   |

## Economia
El 2007 la població en edat de treballar era de 5.228 persones, 3.878 eren actives i 1.350 eren inactives. De les 3.878 persones actives 3.669 estaven ocupades (1.838 homes i 1.831 dones) i 209 estaven aturades (99 homes i 110 dones). De les 1.350 persones inactives 611 estaven jubilades, 452 estaven estudiant i 287 estaven classificades com a «altres inactius».

### Ingressos
El 2009 a Chécy hi havia 3.180 unitats fiscals que integraven 8.443,5 persones, la mediana anual d'ingressos fiscals per persona era de 22.157 €.

### Activitats econòmiques
Dels 321 establiments que hi havia el 2007, 4 eren d'empreses extractives, 4 d'empreses alimentàries, 2 d'empreses de fabricació de material elèctric, 1 d'una empresa de fabricació d'elements pel transport, 15 d'empreses de fabricació d'altres productes industrials, 41 d'empreses de construcció, 92 d'empreses de comerç i reparació d'automòbils, 19 d'empreses de transport, 12 d'empreses d'hostatgeria i restauració, 11 d'empreses d'informació i comunicació, 17 d'empreses financeres, 9 d'empreses immobiliàries, 42 d'empreses de serveis, 27 d'entitats de l'administració pública i 25 d'empreses classificades com a «altres activitats de serveis».
Dels 91 establiments de servei als particulars que hi havia el 2009, 1 era una gendarmeria, 1 oficina de correu, 5 oficines bancàries, 3 funeràries, 9 tallers de reparació d'automòbils i de material agrícola, 2 tallers d'inspecció tècnica de vehicles, 1 autoescola, 7 paletes, 8 guixaires pintors, 6 fusteries, 7 lampisteries, 8 electricistes, 1 empresa de construcció, 8 perruqueries, 3 veterinaris, 11 restaurants, 6 agències immobiliàries, 1 tintoreria i 3 salons de bellesa.
Dels 39 establiments comercials que hi havia el 2009, 1 era, 1 un hipermercat, 2 grans superfícies de material de bricolatge, 1 una gran superfície de material de bricolatge, 1 una botiga de més de 120 m², 3 fleques, 1 una fleca, 1 una peixateria, 6 botigues de roba, 3 botigues d'equipament de la llar, 3 sabateries, 3 botigues de mobles, 2 botigues de material esportiu, 3 perfumeries, 3 joieries i 5 floristeries.
L'any 2000 a Chécy hi havia 15 explotacions agrícoles que ocupaven un total de 108 hectàrees.

## Equipaments sanitaris i escolars
El 2009 hi havia 1 hospital de tractaments de mitja durada (seguiment i rehabilitació) i 3 farmàcies.
El 2009 hi havia 2 escoles maternals i 3 escoles elementals. Chécy disposava d'un col·legi d'educació secundària amb 542 alumnes.

## Poblacions més properes
El següent diagrama mostra les poblacions més properes.